# Gimnazjum im. św. Jana Pawła II w Wilnie
Gimnazjum im. św. Jana Pawła II w Wilnie (lit. Vilniaus šv. Jono Pauliaus II gimnazija) – polskojęzyczna szkoła średnia na terenie Wilna.
4 listopada 1994 roku w obecności wileńskiego nuncjusza Justo Mullora Garcii dokonano aktu wyświęcenia szkoły. Jego pierwszym dyrektorem został Adam Błaszkiewicz. Nazwę im. Jana Pawła II szkoła otrzymała w 2002 roku, natomiast w 2004 szkoła otrzymała status gimnazjum.